# 阿拉塞莉·纳瓦罗
阿拉塞莉·纳瓦罗·拉索（西班牙語：Araceli Navarro Laso，1989年8月9日—），西班牙女子击剑运动员，2022年世界击剑锦标赛女子佩剑个人铜牌得主、2024年欧洲击剑锦标赛女子佩剑个人和女子佩剑团体铜牌得主。